# Uroš Murn
Uroš Murn (nascido em 9 de fevereiro de 1975) é um ex-ciclista profissional esloveno. Tornou-se profissional em 1997 pela equipe eslovena Krka.
Disputou as Olimpíadas de Sydney 2000 e Atenas 2004, ambos na prova individual do ciclismo de estrada, terminando em 31º e 47º, respectivamente.